# William Salice
William Salice (Casei Gerola, 18 de julho de 1933 – Pávia, 29 de dezembro de 2016) foi um empresário italiano. Quando trabalhava na empresa italiana Ferrero, foi o responsável pela invenção do Kinder Ovo.

## Vida e carreira
Salice nasceu em 18 de julho de 1933, na comuna italiana de Casei Gerola. Começou a trabalhar na Ferrero em 1960, e eventualmente tornou-se um colaborador próximo de Michele Ferrero, o dono da companhia. No final dos anos 60, Salice pensou e iniciou a concepção do Kinder Ovo, enquanto pesquisava sobre usos alternativos dos moldes utilizados para fabricar os ovos de Páscoa, que durante a maior parte do ano não eram utilizados. Apesar disso, insistiu em referir-se a Michele Ferrero como o inventor, alegando ser meramente o "executor material" da ideia. O Kinder Ovo foi lançado no mercado pela primeira vez em 1974.
Salice também participou da criação de vários outros produtos da Ferrero, como o Ferrero Rocher e o Pocket Coffee. 

Após se aposentar em 2007, Salice cofundou com o empreendedor italiano Enrico Gasperini o Colora tu Vida, que provê cursos gratuitos para jovens aspirantes ao empreendedorismo.
Morreu em 29 de dezembro de 2016, aos 83 anos, na cidade de Pávia, vítima de AVC. 